# A Cruel World
A Cruel World is het debuutalbum van de Amerikaanse metalband Bloodsimple. Het studioalbum werd uitgebracht in 2005.

## Lijst van nummers
1. "Straight Hate" - 4:46
2. "Path To Prevail" - 3:18
3. "What If I Lost It" - 3:25
4. "Blood In Blood Out" - 2:20
5. "Sell Me Out" - 3:38
6. "The Leaving Song" - 4:32
7. "Running From Nothing" - 4:12
8. "Cruel World" - 3:56
9. "Flatlined" - 4:14
10. "Falling Backwards" - 3:51
11. "Plunder" - 3:51